# 勞登河 (美因河支流，勞登巴赫)
49°44′43.51″N 9°10′42.84″E / 49.7454194°N 9.1785667°E

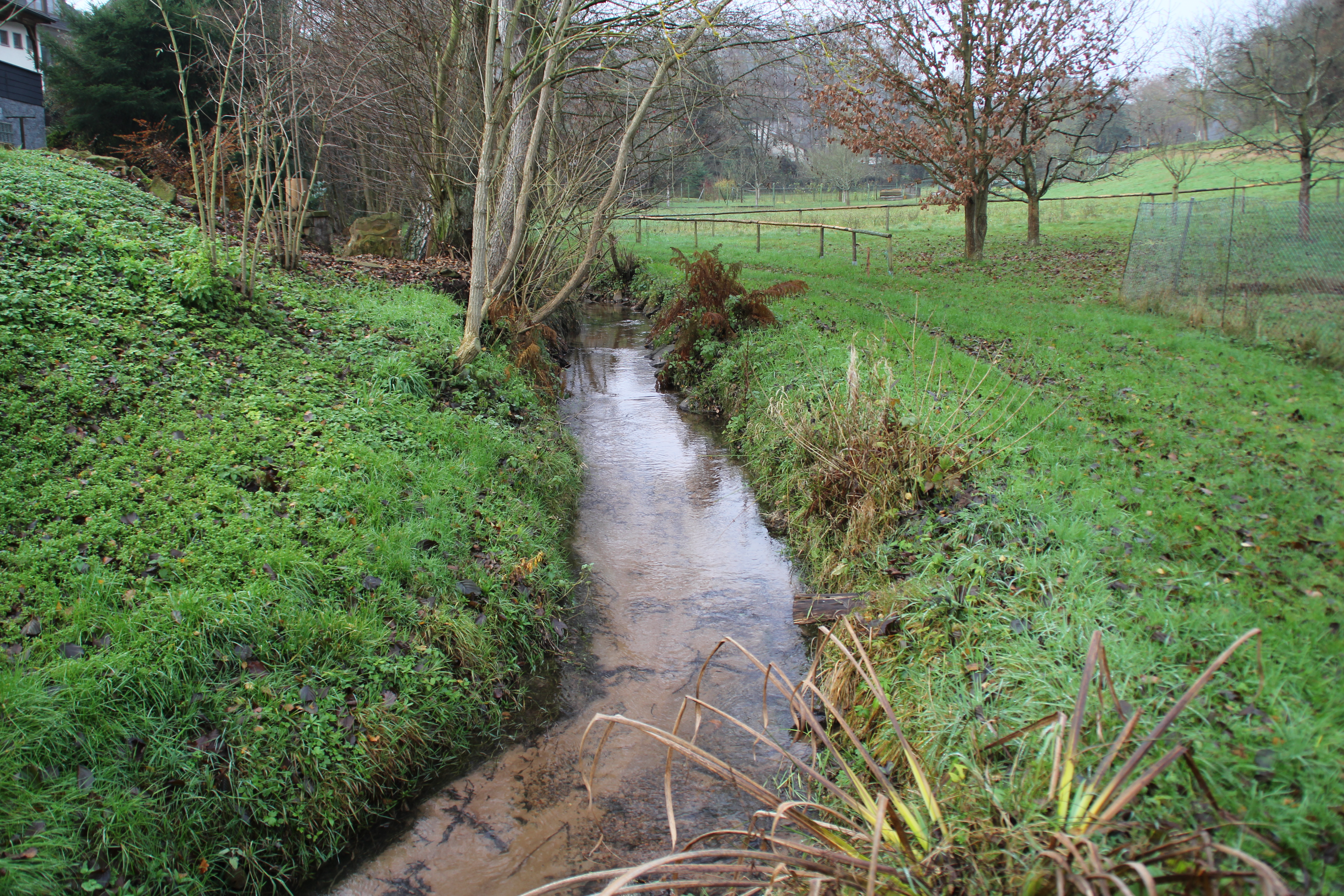

勞登河（德語：Laudenbach）是德國巴伐利亚洲的河流，位於該國東南部，屬於美因河的左支流，處於勞登巴赫附近，河道全長2.2公里，流域面積9.5平方公里，流經米尔滕贝格县。